# یواس‌اس بلیکلی (تی‌بی-۲۷)
یواس‌اس بلیکلی (تی‌بی-۲۷) (به انگلیسی: USS Blakely (TB-27)) یک کشتی بود که طول آن 175 ft (53.34 m) بود. این کشتی در سال ۱۹۰۰ ساخته شد.